# Prawo Willisa
Prawo Willisa odnosi się do relacji pomiędzy wiekiem gatunku roślin bądź zwierząt a powierzchnią przezeń zajmowaną.

## Brzmienie prawa
Przestrzeń zajmowana przez określony czas na danym obszarze przez daną grupę pokrewnych gatunków (w liczbie nie mniej niż dziesięciu) zależy głównie, o ile warunki pozostają względnie stałe, od czasu przebywania owego gatunku na rzeczonym terenie, jednakowoż istnieje ryzyko jej modyfikacji wskutek występowania czynników takich jak: naturalne przeszkody terenowe (góry, rzeki, morza), zmienność klimatu i tym podobnych a także działalności człowieka.

## Wnioski
Prawo Willisa wyraża się także z punktu widzenia gatunku i rodzaju. Postępując w ten sposób łatwo dostrzec podobieństwo do prawa Bradforda. Rodzaj przyjmuje rolę czasopisma, natomiast gatunek staje się publikacją. Rodzaje produkują gatunki tak jak w czasopismach pojawiają się cytowania artykułów.
Analizując 1028 rodzajów roślinności na Cejlonie Willis spostrzegł, że wiele z nich (573) wygenerowały tylko po jednym gatunku. Jednakże istnieje garstka relatywnie płodnych rodzajów produkujących wiele gatunków każdy. Sytuacja jest tu adekwatna do kilku wiodących czasopism w każdej dziedzinie, w których ukazuje się większość artykułów o dużej liczbie cytowań, podczas gdy liczniejsza reszta czasopism stanowi tylko margines.